# Krista Tervo
Krista Katariina Tervo (* 15. November 1997 in Kotka) ist eine finnische Leichtathletin, die sich auf den Hammerwurf spezialisiert hat und aktuell Inhaberin des Landesrekordes ist.

## Sportliche Laufbahn
Erste internationale Erfahrungen sammelte Krista Tervo im Jahr 2015, als sie bei den Junioreneuropameisterschaften in Eskilstuna mit einer Weite von 58,28 m den elften Platz belegte. Im Jahr darauf wurde sie bei den U20-Weltmeisterschaften in Bydgoszcz mit 62,25 m Vierte und 2017 erreichte sie bei den U23-Europameisterschaften ebendort mit 63,97 m Rang neun. 2018 qualifizierte sie sich erstmals für die Europameisterschaften in Berlin, bei denen sie mit 65,37 m aber nicht das Finale erreichte. Im Jahr darauf wurde sie bei den U23-Europameisterschaften in Gävle mit 63,82 m Sechste und nahm auch an den Weltmeisterschaften in Doha teil, bei denen sie mit 68,25 m in der Qualifikation ausschied. 2021 qualifizierte sie sich über die Weltrangliste für die Olympischen Sommerspiele in Tokio und schied dort ohne einen gültigen Versuch in der Vorrunde aus.
2022 siegte sie mit 74,34 m bei den Paavo Nurmi Games und gelangte anschließend bei den Weltmeisterschaften in Eugene mit 69,04 m im Finale den zehnten Platz. Daraufhin wurde sie bei den Europameisterschaften in München mit 67,85 m Achte. Im Jahr darauf schied sie bei den Weltmeisterschaften in Budapest mit 68,00 m in der Qualifikationsrunde aus. 2024 verbesserte sie den Landesrekord auf 74,63 m und verpasste dann bei den Europameisterschaften in Rom mit 66,16 m den Finaleinzug. Anschließend belegte sie bei den Olympischen Sommerspielen in Paris mit 73,83 m im Finale den sechsten Platz und verbesserte dann den Landesrekord in Helsinki auf 74,85 m.
In den Jahren von 2017 bis 2019 wurde Tervo finnische Meisterin im Hammerwurf.